# Meander Valley Council

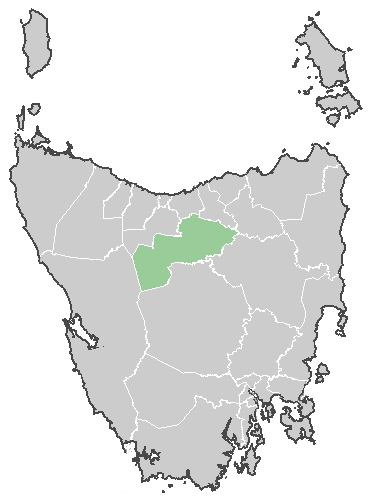
Meander Valley Council na mapie Tasmanii

Meander Valley Council – obszar samorządu lokalnego (ang. local government area) położony w północno-centralnej części Tasmanii (Australia). Siedziba rady samorządu zlokalizowana jest w mieście Westbury, pozostałe ważniejsze ośrodki to: Carrick, Deloraine, Hadspen, Mole Creek i Meander. W samorządzie zlokalizowane są również zachodnie przedmieścia miasta Launceston - Blackstone Heights i Prospect oraz miasto satelickie Hadspen. 
Według danych z 2009 roku, obszar ten zamieszkuje 19547 osób. Powierzchnia samorządu wynosi 3821 km². 
W celu identyfikacji samorządu Australian Bureau of Statistics wprowadziło czterocyfrowy kod dla gminy Meander Valley – 4210. 
Na terenie Meander Valley zlokalizowany jest łańcuch górski Great Western Tiers oraz rzeka Meander.